# Cinemascope

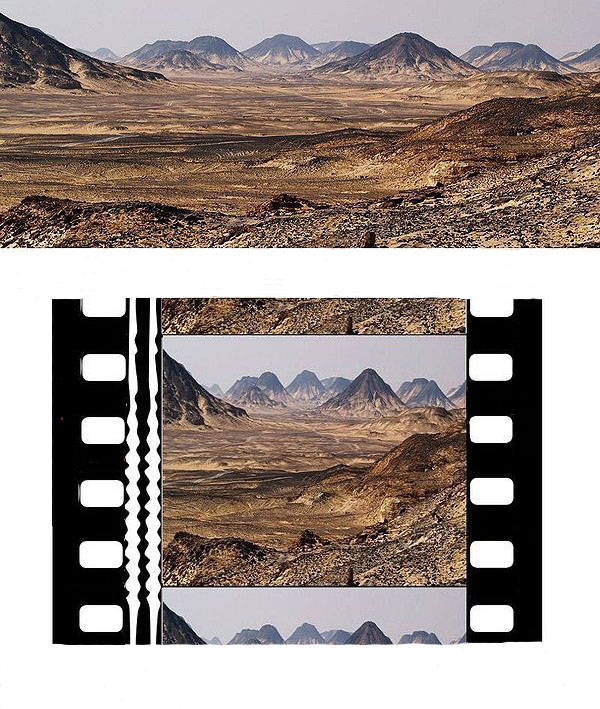
Imagen en pantalla y fotograma.

El cinemascope, en español cinemascopio, es un sistema de grabación caracterizado por el uso de imágenes amplias en las tomas de filmación, logradas al comprimir una imagen normal dentro del cuadro estándar de 35 mm, para luego descomprimirlas durante la proyección logrando una proporción que puede variar entre 2,66 y 2,39 veces más ancha que alta. Esto se lograba con el uso de lentes anamórficos especiales (lentes Hypergonar) que eran instaladas en las cámaras y las máquinas de proyección.
Las pantallas sobre las que inicialmente se proyectaban las películas en este sistema eran más amplias que las usadas tradicionalmente hasta 1953. Poseían una concavidad que permitía además eliminar ciertas distorsiones propias del sistema en sus comienzos. Con los años y los perfeccionamientos técnicos, dichas distorsiones fueron finalmente eliminadas y el uso de pantallas cóncavas se hizo innecesario.
El cinemascope fue inventado por Henri Chrétien bajo el nombre Anamorphoscope. Fue rebautizado CinemaScope por la productora 20th Century Fox al comprar las lentes anamórficas especiales con que rodar las primeras producciones.

## Origen
El inventor francés Henri Chrétien desarrolló y patentó un nuevo proceso de grabación llamado Anamorphoscope en 1926. Este proceso fue la base del CinemaScope. El proceso de Chrétien se basaba en lentes que empleaban un truco óptico que producía imágenes dos veces más largas que las producidas con lentes convencionales. Esto se conseguía a partir de un sistema óptico llamado hypergonar, que consistía en la compresión (en el momento del rodaje) y la dilatación (en el proceso de proyección) de la imagen de forma lateral. Intentó interesar a la industria cinematográfica estadounidense en su invención, pero en ese momento la industria no estaba suficientemente impresionada. 
En 1950, sin embargo, la asistencia al cine disminuyó con el advenimiento de un nuevo rival competitivo: la televisión. Sin embargo, Cinerama y las primeras películas 3D, ambas lanzadas en 1952, tuvieron éxito en la taquilla al desafiar esta tendencia, lo que a su vez persuadió a Spyros Skouras, director de Twentieth Century-Fox, de que la innovación técnica podría ayudar a afrontar el desafío. Skouras encargó a Earl Sponable, jefe del departamento de investigación de Fox, que diseñara un nuevo e impresionante sistema de proyección, pero algo que, a diferencia de Cinerama, podría ser adaptado a teatros existentes a un costo relativamente modesto, y luego Herbert Brag, asistente de Sponable, recordó la lente hypergonar de Chrétien.
A la compañía óptica Bausch & Lomb se le pidió que produjera un prototipo de lente "anamorphoser" (luego acortada a "anamorphic"). Mientras tanto, Sponable localizó al profesor Chrétien, cuya patente del proceso había expirado, por lo que Fox le compró sus hypergonar existentes y estas lentes fueron llevadas a los estudios de Fox en Hollywood. El material de prueba filmado con estas lentes se proyectó para Skouras, que dio el visto bueno para el desarrollo de un proceso de pantalla ancha basado en la invención de Chrétien, que se conocería como CinemaScope.
La preproducción de Twentieth Century-Fox de The Robe, originalmente comprometida con la organización Technicolor Three-Strip, se detuvo para que la película se pudiera cambiar a una producción de CinemaScope (usando Eastmancolor, pero procesada por Technicolor). También se planearon otras dos producciones de CinemaScope: Cómo casarse con un millonario y Beneath the 12-Mile Reef (Duelo en el fondo del mar). Para que la producción de estas primeras películas de CinemaScope pudiera continuar sin demora, el rodaje comenzó utilizando las tres mejores hypergonars de Chrétien, mientras que Bausch & Lomb continuó trabajando en sus propias versiones. La introducción de CinemaScope permitió a Fox y otros estudios reafirmar su distinción del nuevo competidor, la televisión.
Los hypergonars de Chrétien demostraron tener importantes defectos ópticos y operativos (principalmente la pérdida de compresión a distancias cercanas de la cámara al sujeto, más el requisito de dos asistentes de cámara). Bausch & Lomb, el contratista principal de Fox para la producción de estas lentes, inicialmente produjo un diseño mejorado de lentes adaptadoras basadas en la fórmula de Chrétien (CinemaScope Adapter Type I), y posteriormente produjo un adaptador patentado y mejorado de fórmula propia (adaptador CinemaScope tipo II).
En definitiva, los diseños de lente "combinados" de la fórmula Bausch & Lomb incorporaron la lente "principal" y la lente anamórfica en una sola unidad (inicialmente en 35, 40, 50, 75, 100 y 152 mm de distancia focal, y luego incluyeron un 25 mm de distancia focal). Estas lentes "combinadas" se siguen utilizando a día de hoy, especialmente en unidades de efectos especiales. Las lentes de otros fabricantes a menudo se prefieren para las llamadas aplicaciones de "producción" que se benefician de un peso significativamente más ligero o una menor distorsión, o una combinación de ambas características.

## Primeras películas
La primera película estrenada en CinemaScope fue The Robe, producida por la 20th Century Fox, dirigida por Henry Koster e interpretada por Richard Burton y Victor Mature, estrenada en 1953.

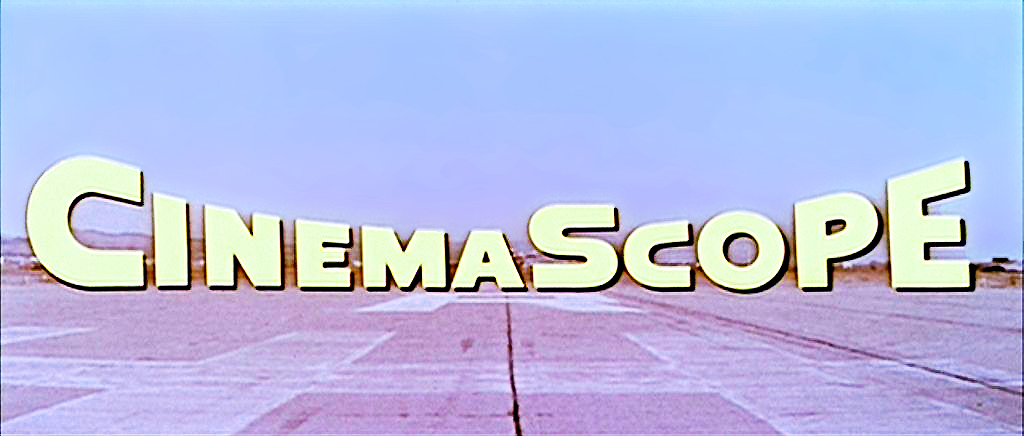
Cinemascope.

Si bien The Robe fue la primera película estrenada en cinemascope, no fue la primera que empezó a producirse en este formato. Aunque estrenada después, la primera película que comenzó a producirse en cinemascope fue Cómo casarse con un millonario, protagonizada por Marilyn Monroe. Aunque The Robe la adelantó en el estreno, esta película fue la que la Fox usó para demostrar las cualidades del cinemascope para la industria del cine.
El primer videoclip musical de la historia filmado en Cinemascope es Plus grandir, de la famosa cantante francesa Mylène Farmer.

## Sonido
Los altos cargos de Fox estaban interesados en que el sonido de su nuevo formato de película panorámica fuera tan impresionante como la imagen, y eso significaba que debería incluir un verdadero sonido estereofónico. 
Anteriormente, el sonido estéreo en el cine comercial siempre había utilizado películas de sonido por separado. El lanzamiento de Walt Disney en 1940, Fantasía, utilizó una banda sonora de tres canales reproducida desde una película óptica separada. Los primeros sistemas estéreo de posguerra en Estados Unidos utilizados con Cinerama y algunas películas 3D habían usado audio multicanal reproducido desde una película magnética separada. Fox inicialmente tenía la intención de utilizar estéreo de 3 canales de película magnética para CinemaScope. 
Sin embargo, la compañía de sonido de Hazard E. Reeves había ideado un método de recubrimiento de película de 35 mm con bandas magnéticas y diseñó un sistema de 3 canales (izquierda, centro, derecha) basado en tres bandas de 0,063" (1,6 mm) de ancho, una en cada borde de la película fuera de las perforaciones, y uno entre la imagen y las perforaciones en aproximadamente la posición de una banda sonora óptica estándar. Más tarde se encontró la posibilidad de agregar una franja más estrecha de 0.029" (0,74 mm) entre la imagen y las perforaciones en el otro lado de la película; esta cuarta pista se utilizó para un canal de sonido envolvente, también conocido a veces en ese momento como un canal de efectos. Para evitar que el silbido en el canal de sonido envolvente/efectos distraiga al público, los altavoces envolventes se activaron con un tono de 12 kHz grabado en la pista envolvente solo mientras el material de programa envolvente deseado estaba presente.
Este sistema de sonido magnético de 4 pistas también se usó para algunas películas que no son de CinemaScope; por ejemplo, Fantasía fue relanzada en 1956, 1963 y 1969 con la pista Fantasound original transferida a 4 pistas magnéticas.

## Decadencia
A pesar de que colocar las nuevas lentes en las cámaras y los proyectores era relativamente barato, hacer películas en CinemaScope podía ser caro y complicado. La iluminación debía ser muy intensa, el enfoque se perdía con facilidad y el sistema estiraba horizontalmente todo lo que aparecía en primer plano en el centro de la pantalla, incluso rostros humanos, un fenómeno que los técnicos humorísticamente llamaban «efecto paperas». El fundador de Panavision, Robert Gottschalk, pronto creó un sistema de lentes que era mejor que Cinemascope y evitaba el «efecto paperas». Las películas en Panavision eran más baratas de producir y el resultado técnico se ganó el favor de los estudios de cine.